# Székely írók
Székely írók  – A Trianoni békeszerződés utáni Erdély magyar íróinak szervezkedései nagyobbrészt a korábbi irodalmi központokban indultak meg (Nagyvárad, Kolozsvár, Marosvásárhely, Arad). Jelentkezett azonban az önszerveződés az ideológiában is.

## Székely írók a két világháború közt
Az új helyzetre válaszoló ideológiák közül a legjelentősebb volt a transzilvanizmus, de párhuzamosan, részben ezen belül, jelentkeztek olyan kisebb tömörülések, amelyek szervezőelve valamilyen regionális „másság” és ebből fakadó regionális öntudat tételezése volt. A kalotaszegi régiónak ez a regionális öntudata – elsősorban Kós Károly révén – az első világháborút megelőző kezdeményezéseket újra felelevenítve, 1920 után elsősorban a politikai szerveződésben jutott kifejezésre. Az 1920-as évek elején fellépő „székely írók” viszont az irodalomban akartak valami újat hozni. Az 1923-ban megjelent Tizenegyek antológiája ideológusaként a könyv élén álló tanulmányában Balázs Ferenc mint külön színről beszélt a székely írókról: „Fogjuk kezünkbe azokat a lélekdarabokat, amelyeket pennájuk csákányával zengő szavú székelyek fejtettek le lelkük sziklájából. Azokat az ősi, székely földből fejet emelt, erős, földszagú, csillagokba néző, szikrázó, zengő elbeszéléseket, amelyeknek mámorosa ma minden földből nőtt székely… A székely magába zsúfolta eddig minden erejét; világraszóló nagy emberei, kincsének hírülvivői nem fakadtak eddig testéből erői arányában… Íróit most küldi a világba seregestül. S hogy bennük ősi visszaemlékezések élőkké elevenednek, mitológiák fénye zuhog rájuk, mint tisztán ébredő reggelen, ez a székely faj hatalmas életakaratát jelenti” (Székely Mitológia). Az idézett írásban Balázs Ferenc erre a jelenségre példaként az akkor még írói pályája elején álló Nyirő Józsefre és Tamási Áronra hivatkozik, az antológiában jelentkezők közül ide számítható Kacsó Sándor s Ligeti Ernő szerint Szentimrei Jenő is.
A „székelyek” írásait, amelyek „homlokterében a szociális problémáknak radikális úton való megoldása állott” (Ligeti), szecessziós túlfűtöttségük, olykor a modorosságig menő nyelvi karakterisztikumaik miatt a kritika egy része erős fenntartással fogadta. Reményik Sándor idézte fel később ennek a fogadtatásnak a légkörét: „Mikor a székely irodalom kezdett bevonulni az új erdélyi irodalom területére, mi itt egypáran úgy néztük, ahogy bennünket mindnyájunkat nézhettek némelyek a régi anyaország határain belül: szeretettel, simogató büszkeséggel, de egyszersmind némi aggodalommal: mi lesz ebből? Lesz-e ennek az új népi, regionális feltárásnak, ennek a felszakadó misztikus talajrétegnek valóban annyi művészi kényszerítő ereje, hogy minden magyarokat megtanítson székelyül?”

## Székely irodalmi estek
A csoport némiképp kényszerűségből lépett ki a nyilvánosság elé: tagjainak egy része a Paál Árpád szerkesztette Újság megszűnése után kenyér nélkül maradt, s Benedek Elek vezetésével, „székely írói estek” sorozatával együtt indultak el a csoporthoz számító és fiatalon elhunyt Sipos Domokos özvegye és árvája javára, szerte Erdélybe: 1927. november 12–20. között Brassóban, Baróton, Sepsiszentgyörgyön, Kolozsváron, Tordán, 1928. április 20–23. között Szászrégenben, Gyergyószentmiklóson, Csíkszeredában, 1928. május 12–19. között Zilahon, Szilágysomlyón, Nagykárolyban, Szatmárnémetiben, Nagybányán és Kolozsváron, 1928. június 7–9. között Székelyudvarhelyen és Székelykeresztúron, 1929. január 15-én Nagyenyeden tartottak irodalmi esteket, majd 1929. március 17–23. között Budapesten, Cegléden, Szegeden, Debrecenben, április első felében Nyárádszeredában és Baróton.
A műsorokban (vö. Benedek Elek irodalmi levelezése. III. 329) általában Benedek Elek, Kacsó Sándor, Szentimrei Jenő, időnként Nyirő József és Bartalis János szerepelt; erdélyi költők verseiből György Dénes adott elő, s Szentimreiné Ferenczy Zsizsi Bartók, Kodály és Delly-Szabó Géza feldolgozta székely népdalokat énekelt. Több alkalommal olvastak fel Sipos Domokos verseiből, elbeszéléseiből is.

## Irodalmi viták
Az 1926-ban létrejött Helikoni közösségen belül s az 1920-as évek néhány nagy irodalmi vitájában (a Szűzmáriás királyfi elleni támadások idején, Benedek Elek helikoni „mellőzése” kérdésében, a „schisma-pör”-ben) a „székelyek” a nyilvánosság előtt is összetartottak, sőt olykor (mint például a Tamási Áron Czímeresek vagy Kacsó Sándor Vakvágányon c. regényének kiadása körüli belső vitákban) támogatni próbálták egymást, s politikai orientációjuk is rokon volt. Benedek Elek halála után azonban az irodalmi estek sorozata abbamaradt, s más jellegű konfrontációkra sem került sor.
„Irodalmunk szemszögéből nézve – írja Ligeti – … e megmozdulás értékek feltárásával, színek megcsillogtatásával kecsegtetett… Vártuk, hogy felszínre hozzák a székely népnek mint kollektívumnak valódi mélységeit; vártuk, hogy éppen e néppel való közvetlenebb kapcsolataik révén szélesebb közönséget vonzanak az irodalom számára. Sőt tovább mentünk: székely színpadot is vártunk, egy új »kék madár« együttest, amely a székely népköltészet remekeit dramatizáltan elénk hozza…” (Súly alatt a pálma. 107).
A „székely írók” közül a legjelentősebbek: Tamási Áron és Nyírő József műveiben az évek folyamán a kirívó székely regionális sajátosságok a magyar prózát gazdagító egyéni ízekké tisztultak, s az Ábel a rengetegben, majd a Jégtörő Mátyás (s mellette Tamási és Nyírő novellisztikájának legjava) révén az irodalomba általuk beemelt székely népi világ és világlátás egyetemes magyar irodalmi értékké nemesült. Ami pedig az erdélyi »kék madár«-drámát illeti, azt ugyan a nevét viselő színpadi irányzatnak sem sikerült megteremtenie, de az Énekes madárral kezdődően Tamási sajátos helyet vívott ki „népi játékai”-val a 20. századi magyar dráma történetében.

## Összegzés helyett
Az 1930-as évek derekán aztán előlépett az erdélyi magyar prózában néhány olyan fiatal (Bözödi György, Kovács György, később Horváth István), akiknél, bár témáikat a székely falu világából merítették, már alig található nyoma egy sajátos székely világlátásnak, sokkal inkább a székely népélet és sorsproblémák móriczi, illetve szociografikus szemlélet szerinti, szépírói vagy félig-meddig publicisztikus ábrázolásának.